# ألكسندر روس (شاعر)
ألكسندر روس (13 أبريل 1699 -20 مايو 1784) شاعر اسكتلندي.

## السيرة الذاتية
ولد ألكسندر روس لعائلة زراعية في تورفينز في أبردينشاير. وتلقى تعليمه في كلية ماريشال، أبردين وعمل مدرس خاص لأطفال السير ويليام فوربس من كرايجيفار. وفي عام 1732 أصبح مديراً في لوكلي، أنغوس، حيث عاش حتى وفاته في عام 1784. كان معتادا على كتابة الشعر لتسلية نفسه ولكن في عام 1768، بناء على اقتراح من جيمس بيتي، بنشر كتاب هيلنور، أو الراعية الطموحة. أُقيم له نصب تذكاري تكريما له عام 1854 في فناء كنيسة أنغوس غلين القديم حيث دُفن.

## الروابط خارجية
- Helenore at Google Books
- Helenore at Archive.org